# 珍瑪·鍾斯
珍莉花·珍瑪·鍾斯（英語：Jennifer "Gemma" Jones，1942年12月4日—），是一位英國女演員。 她的電影出現在舞台同銀幕上，包括 理性與感性 (電影)（ 1995年）、布里奇特鍾斯系列（ 2001-2016年）、哈利波特電影系列（2002-2011年）、命中注定，遇見愛（ 2010年）同 默愛( 2020年）。 
由於她在英國廣播公司BBC電視電影馬份爾斯（Marvellous）（ 2014 ）中的角色，她獲得了2015年BAFTA電視獎最佳女配角獎。 佢在電視上的其他角色包括彩虹城（ 1967 ），公爵街公爵夫人（ 1976-1977 ），審判與報應（ 2003-2008 ），軍情五處 (電視劇)（ 2007-2008 ），茶杯旅行（ 2015-2017 ），戴安娜同我（ 2017 ）同 傑克紳士（ 2019 ）。 

## 早年生活
珍瑪.鍾斯出生於馬里波恩，是艾雲（原名艾薩克；1911-1985 ）同演員格里菲斯.鍾斯（ 1909-2007 ）的女兒。 她的哥哥尼古拉斯·鍾斯也是一名演員。 她就讀於皇家戲劇藝術學院，在那裡她獲得了金牌。 

## 演藝生涯
她在1960年代，珍瑪·鍾斯與諾定咸劇院，伯明翰話劇團同布里斯托小劇院等地區劇院合作演出。 1962年，她在美人魚劇院飾演吉爾達，阿爾菲緊的原始舞台製作中。 在1970年代，鍾斯與 皇家國家劇院 ，舊維克劇場與皇家莎士比亞劇團合作演出希波呂達（Hippolyta）/泰坦尼亞（Titania）。鍾斯在1980年代同1990年代與 皇家莎士比亞劇團一齊在古典和當代戲劇中進行了多次表演，包括《冬天的故事》的不同製作中飾演赫敏（ 1981年）同十年後飾演寶琳娜（ 1993年）。 1986年，她在舊維克劇場《阿伊達之後》《After Aida》中扮演女高音朱塞佩娜·斯特雷波尼（Giuseppina Strepponi）。